# Star Wars: Il potere della Forza II
Star Wars: Il potere della Forza II (The Force Unleashed II in inglese) è un videogioco sequel di Star Wars: Il potere della Forza. Il software è stato sviluppato nuovamente dalla LucasArts, dalla Pixelux Entertainment e dalla NaturalMotion Ltd e prodotto per le console Playstation 3, Xbox 360, Nintendo Wii, Nintendo DS e PC Windows. La produzione del gioco fu annunciata ufficialmente il 12 dicembre 2009 agli Spike Video Game Awards. Fa parte dell'Universo espanso di Guerre stellari.
Nel Nord America il gioco è stato distribuito a partire dal 26 ottobre 2010, mentre in Europa, America Latina, Asia e Oceania è uscito il 29 ottobre.
Originariamente il gioco era stato annunciato anche per PSP, ma poiché la produzione della versione destinata a quest'ultima era in ritardo rispetto alle altre, LucasArts ha deciso di cancellarla.

## Trama
Dart Fener è ancora alla ricerca di un apprendista dopo la morte di Galen Nion Marek alias Starkiller, passato dalla parte dell'Alleanza Ribelle da lui fondata. Il corpo di Galen originale viene clonato su richiesta del signore oscuro dei Sith, e il protagonista del gioco, secondo le parole di quest'ultimo è uno di una lunga serie di cloni impazziti. Anche se uno di questi cloni non sembra avere gli standard degli altri ed ha la mente piena di stralci di ricordi del vero Galen ricordandosi soprattutto di essere stato tradito dal suo maestro in passato ben due volte, così lo stesso Fener ordina che venga ucciso. Inaspettatamente però, il clone ribelle riesce a fuggire da Kamino. Prima si recherà su Cato Neimodia in cerca del suo vecchio mentore, il generale Jedi Rahm Kota. Scoprirà che quest'ultimo è stato catturato dallo spietato Barone Tarko, che lo ha messo come premio per coloro che riusciranno a resistere nell'arena al Gorog, sua terribile creatura. Starkiller dopo aver vinto riesce a liberare il Jedi, mentre il Barone viene divorato dalla sua stessa creatura.
Tornati a bordo della Rogue Shadow, Kota si dice dubbioso che Galen sia un clone dell'originale, giacché, secondo Kota, benché si possa clonarne il corpo, non si può clonare anche lo spirito di un Jedi. Inoltre egli non sa dove si trovi l'amata del ragazzo, ovvero Juno Eclipse. Kota consiglierà al giovane di recarsi da solo in più sistemi remoti della galassia tra cui quello paludoso di Dagobah dove incontrerà il saggio maestro Yoda. Il rinato Jedi si farà strada nella grotta del lato oscuro, dove avrà la visione di Juno in pericolo a bordo di una nave ribelle; Juno viene ferita e fatta prigioniera dal noto cacciatore di taglie Boba Fett, ingaggiato personalmente da Dart Fener stesso per trovare il suo apprendista e il resto dei ribelli. Dopo ciò Starkiller tornerà alla flotta della Alleanza Ribelle guidata da Kota stesso e li aiuterà a distruggere i vari attacchi imperiali, dopodiché insieme alla flotta ribelle si recheranno su Kamino, pianeta dei clonatori, dal quale all'inizio lui stesso era fuggito.
L'unico fisso obbiettivo del ragazzo è quello di trovare Juno, ignorando perfino più volte i ripetuti richiami di Kota sul non avventurarsi da solo per le stanze dei clonatori. Dopo una lunga ricerca il giovane si recherà nella stanza dei processi di clonazione e ad attenderlo ci sarà nientemeno che Fener. Qui inizierà nuovamente il duello tra vecchio maestro e apprendista: questa volta il signore oscuro dei Sith ha come alleati i vari cloni dello stesso Starkiller; dopo un lungo scontro dove il ragazzo riuscirà a sconfiggere tutte le sue copie, Fener approfitta di una sua distrazione per fuggire nel piano superiore e una volta raggiunto mostra a Starkiller Juno tenuta prigioniera.
Fener usa la Forza e scaglia la ragazza fuori dalla vetrata, Galen recupera la sua spada laser e affronta Fener, questa volta sulla piattaforma d'atterraggio. Galen, infuriato per vedere la sua amata in fin di vita, riuscirà a sconfiggere nuovamente Fener. Quando è sul punto di giustiziarlo, Galen viene raggiunto da Kota e gli altri ribelli che imploreranno di non ucciderlo in quanto Fener è l'unico in grado di svelare i segreti dell'Impero e di sapere se il vero Starkiller sia ancora vivo o morto.

### Scelta del finale
La scelta su come finire la storia dipende dal giocatore.
- Jedi: se si sceglie di risparmiare Fener, egli viene portato sulla nave dei ribelli. Starkiller rianima Juno. Starkiller visita il suo vecchio maestro nella sua cella e decide di risparmiarlo. La Rogue Shadow parte nell'iperspazio con Boba Fett alle calcagna.

- Sith: se si sceglie di uccidere Fener, Starkiller tenta di eliminare il suo maestro ma viene ucciso da un suo clone, che elimina tutti i presenti. Fener rivela di aver mentito sul processo di clonazione (facendo intuire che lo Starkiller protagonista sia l'originale). Poi manda il suo apprendista a sterminare definitivamente l'alleanza ribelle. Il clone guarda un'ultima volta il corpo di Juno, poi parte con la sua astronave.

## Accoglienza
Nonostante il punto di forza del gioco sia la grafica realistica decisamente più evoluta rispetto al suo predecessore, la trama in sé ha ricevuto parecchie critiche e non ha convinto i fan della saga di Lucas da molti è stata ritenuta troppo corta e forzata. Inoltre la longevità del gioco si aggira intorno a solo 6 ore, ancora meno rispetto al primo il quale durava circa 8-9 ore. Il gioco è risultato scarso nelle classifiche delle vendite fin dall'uscita, tanto che LucasArts ha ufficialmente annunciato la cancellazione de Il potere della Forza III, originariamente in progetto.